# U.S. Route 221
 (mars 2025).
Si vous disposez d'ouvrages ou d'articles de référence ou si vous connaissez des sites web de qualité traitant du thème abordé ici, merci de compléter l'article en donnant les références utiles à sa vérifiabilité et en les liant à la section « Notes et références ».
La U.S. Route 221 (US 221) est une US Route auxiliaire de la US 21 parcourant 734 miles (1 181 km) entre Perry, Floride et Lynchburg, Virginie. Outre la Floride et la Virginie, la route passe par la Géorgie, la Caroline du Sud et la Caroline du Nord.

## Description du tracé

### Floride
La US 221 débute au sud de Perry à la jonction avec la US 19 / US 27 / US 98. Elle traverse Perry et croise l'I-10 ainsi que la US 90 à Greenville avant d'atteindre la frontière de la Géorgie.

### Géorgie
La US 221 entre en Géorgie au sud de Quitman. Là, elle rejoint la US 84 jusqu'à Valdosta. Elle se dirige ensuite vers le nord-est jusqu'à Pearson en passant par Lakeland. À Pearson, elle forme un multiplex avec la US 441 vers le nord. Elle se rend à Douglas où elle se sépare de la US 441. Elle continue vers le nord et passe par Hazlehurst, Mount Vernon, Soperton, Bartow et Louisville. Elle y rencontre la US 1 et les routes forment un multiplex jusqu'à Wrens. La US 221 continue ensuite vers le nord et passe par Harlem avant d'atteindre la frontière de la Caroline du Sud en traversant le fleuve Savannah.

### Caroline du Sud
La US 221 entre en Caroline du Sud sur la rive sud-est du Lac Strom Thurmond. Elle continue vers le nord-est jusqu'à Greenwood en passant par McCormick. La route contourne Greenwood et continue son trajet vers le nord-est. Elle passe par Waterloo, Laurens, Woodruff, Spartanburg, Mayo et Chesnee avant de quitter l'état au nord de la ville.

### Caroline du Nord
La US 221 entre dans l'état au sud-est de Rutherfordton. Elle atteint cette ville puis passe par Marion, Blowing Rock, Boone et Jefferson, dans le nord-ouest de l'état. Elle rejoint la US 21 près de Sparta et les deux routes atteignent la frontière de la Virginie en multiplex.

### Virginie
La US 221 entre en Virginie en multiplex avec la US 21. Le multiplex prend fin à Independence alors que la US 221 y rejoint la US 58 jusqu'à Hillsville. La route se poursuit vers le nord-est et passe par Floyd avant d'atteindre Roanoke, plus loin. Là, elle rejoint la US 460 pour traverser l'est de la ville, Blue Ridge et Montvale jusqu'à Bedford, où les routes se séparent. La US 221 atteint finalement Lynchburg où elle prend fin à la jonction avec la US 29 Bus. / US 460 Bus. / US 501 Bus.

## Intersections majeures
Floride
 US 19 / US 98 à Perry
 US 27 à Perry
 I-10 près de Greenville
 US 90 à Greenville. Les routes forment un multiplex dans la ville.
Géorgie
 US 84 à Quitman. Les routes forment un multiplex jusqu'à Valdosta.
 I-75 à Valdosta
 US 41 à Valdosta. Les routes forment un multiplex dans la ville.
 US 129 à Lakeland. Les routes forment un multiplex jusqu'à l'est de Lakeland.
 US 441 près de Pearson. Les routes forment un multiplex jusqu'à Douglas.
 US 82 à Pearson
 US 23 / US 341 à Hazlehurst. Les routes forment un multiplex dans la ville.
 US 280 à Mount Vernon
 I-16 près de Soperton
 US 80 près de Norristown
 US 319 près de Bartow. Les routes forment un multiplex jusqu'à Bartow.
 US 1 à Louisville. Les routes forment un multiplex jusqu'à Wrens.
 US 78 / US 278 à Harlem
 I-20 près d'Appling
Caroline du Sud
 US 378 à McCormick. Les routes forment un multiplex dans la ville.
 US 25 / US 178 près de Greenwood. Les routes forment un multiplex jusqu'au nord-est de Greenwood.
 US 76 à Laurens
 I-385 près de Laurens
 I-26 près de Moore
 US 29 à Spartanburg
 I-585 / US 176 près de Spartanburg
 I-85 près de Valley Falls
Caroline du Nord
 US 74 près de Forest City
 US 64 à Rutherfordton
 I-40 près de West Marion
 US 70 à Marion
 US 321 à Blowing Rock. Les routes forment un multiplex jusqu'à Boone.
 US 421 à Boone. Les routes forment un multiplex jusqu'au nord de Deep Gap.
 US 21 à Twin Oaks. Les routes forment un multiplex jusqu'à Independence, Virginie.
Virginie
 US 58 à Independence. Les routes forment un multiplex jusqu'à Hillsville.
 I-77 à Woodlawn
 US 52 à Hillsville
 US 11 à Roanoke. Les routes forment un multiplex dans la ville.
 I-581 / US 220 à Roanoke
 US 460 à Roanoke. Les routes forment un multiplex jusqu'à Bedford.
 US 501 à Lynchburg
 US 29 Bus. / US 460 Bus. / US 501 Bus. à Lynchburg